# Бархатница мамурра
Бархатница мамурра (Pseudochazara mamurra) — дневная бабочка из семейства Бархатниц.

## Этимология названия
Видовое название дано в честь Марка Витрувия Мамурра (Marcus Vitruvius Mamurra, н/з — после 45 до н. э.) — римского всадника,
военного и гражданского инженера, нажившего при Цезаре огромное состояние, но быстро его потратившего.

## Описание
Длина переднего крыла самцов 21—27 мм, самок 28—31 мм. Переднее крыло с прямым или слегка выпуклым, заднее с зубчатым внешним краем. Верхняя сторона крыльев тёмно-коричневая, с широкой охристо-желтой перевязью, пересекаемой тёмными жилками. На переднем крыле перевязь разорвана участком с цветом основного фона. На фоне данного темного промежутка располагаются два ярко-белых пятна или точки. Глазчатые пятна крупные, чёрного цвета с белым центром. Переднее крыло на нижней стороне охристо-жёлтого цвета с широким затемнением и узкой тёмной полоской по внешнему краю. Глазчатые пятна на нижней стороне переднего крыла соответствуют верхней стороне, центральная ячейка с тонкими четкими линиями и штрихами. Заднее крыло сверху с мелким глазчатым пятнышкои или тёмной точкой. На нижней стороне заднее крыло коричнево-серого цвета с пёстрым рисунком, образованным тёмными мелкими штрихами и тонкими волнистыми линиями. Бахромка крыльев белая. Андрокониальное поле на крыльях самцов матовое, обширное, состоящее из 4 разделенных жилками участков. Самка крупнее. Все светлые элементы её крылового рисунка крупнее и ярче, а рисунок на нижней стороне заднего крыла более контрастный и пёстрый.

## Ареал
Южные районы Закавказья, Северный Иран, Иордания. Имеется единичное упоминание о находке вида в Греции. Бабочки населяет каменистые, поросшие травой открытые пространства, скальные участки, каменные осыпи, сухие открытые степные каменистые склоны, порой с зарослями сухолюбивых кустарников на высоте от 900 до 2500 метров над уровнем моря.

## Биология
Развивается в одном поколении за год. Время лёта бабочек с конца июня до середины октября. Бабочки кормятся нектаром цветков чертополохов и васильков. Самцы проявляют выраженное территориальное поведение. Самки после спаривания откладывают яйца поштучно на листья и стебли злаков, являющихся кормовыми растениями гусениц. Стадия яйца длится 15-20 дней. Гусеницы после отрождения практически не питаются и уходят на зимовку. Активно кормиться начинают следующей ранней весной. Активны преимущественно в ночное время суток, днем сидят в основании травинок головой вниз. Окукливаются в земляной колыбельке.